# Emmanuel Liais
Emmanuel Liais ( * 15 de febrero de 1826– 5 de marzo de 1900) fue un astrónomo, botánico, explorador, francés, y también tuvo una carrera política. Pasó muchos años en Brasil. Era natural de Cherburgo, hijo de una familia acomodada, de la industria de la construcción naval.
Fue un científico amateur, habiendo realizado observaciones meteorológicas y escrito algunos artículos. El astrónomo François Arago tomó nota de uno de sus trabajos escritos en 1852, que determinaba que el clima en su ciudad natal era más suave que el de París.
Luego se trasladó a París, en 1854, y trabajó en el Observatorio de París, siendo asistente de Urbain Le Verrier en la creación de una red meteorológica telegráfica. Viajó a Brasil con el objeto de observar el eclipse solar del 7 de septiembre de 1858, y se quedó allí por mucho tiempo (25 años). Se convirtió en un conocido cercano del Emperador del Brasil Dom Pedro II, y se convirtió en el director del Observatorio Imperial de Río de Janeiro, desde enero a julio de 1871, y nuevamente desde 1874 hasta 1881.
Aunque el Observatorio había sido fundado en 1827, en realidad se ocupaba sobre todo de la enseñanza de estudiantes de las escuelas militares; y, Liais lo reorganizó concentrándose en la investigación. Así descubrió el cometa C/1860 D1 (Liais). Este fue su único descubrimiento de cometas, y el primero descubierto en Brasil.
Hizo observaciones astronómicas de Marte, y en 1865 especuló que la oscuridad entre funciones de albedo era vegetación y no agua (de hecho, como se sabe hoy, no son ni una ni otra).
A instancias del emperador, hizo extensas expediciones de exploración por Brasil, y estudió floras de las regiones alejadas, enviando algunos especímenes a Francia. Escribió un texto titulado Climats, géologie, faune et géographie botanique du Brésil, editado en París: Garnier Frères, 1872).
En 1878, una disputa pública entre él y Manoel Pereira Reis hizo que su posición en el observatorio de forma gradual se hiciese insostenible. Y a principios de 1881, renunció y regresó a su ciudad natal de Cherburgo.
Fue alcalde de Cherburgo de 1884 a 1886, y nuevamente de 1892 hasta su deceso en 1900. Importó especies exóticas de Sudamérica y de Asia a Cherburgo.
Se casó con la joven neerlandesa Margaritha Trovwen, y no tuvieron hijos.

## Algunas publicaciones
- Climats, géologie, faune et géographie botanique du Brésil, París, Garnier Frères, 1872
- Traité d’astronomie appliquée à la géographie et à la navigation ; suivi de, La géodésie pratique, París, Garnier, 1867
- L’espace céleste et la nature tropicale. Description physique de l’univers d’après des observations personnelles faites dans les deux hémisphères, París, Garnier Frères, 1865
- L’espace céleste, ou, Description de l’univers : accompagnée de récits de voyages entrepris pour en compléter l’étude, París, Garnier Frères, 1881
- Théorie mathématique des oscillations du baromètre et recherche de la loi de la variation moyenne de la température avec la latitude, París, Bachelier, 1851
- Hydrographie du haut San-Francisco et du Rio das Velhas : ou, Résultats au point de vue hydrographique d'un voyage effectué dans la province de Minas-Geraes, París, Garnier ; Río de Janeiro, Garnier, 1865
- Recherches sur la température de l’espace planétaire, Cherbourg, Lecauf, 1853
- L’histoire de la découverte de la planète Neptune, Leipzig, G. Fock, 1892
- De l’emploi des observations arimutales pour la détermination des ascensions droites et des déclinaisons des étoiles, Cherbourg, Bedelfontaine, 1858
- Influence de la mer sur les climats, ou, résultats des observations météorologiques faites à Cherbourg en 1848, 1849, 1850, 1851, París, Mallet-Bachelier ; Cherbourg : Bedelfontaine et Syffert, 1860
- De l'emploi de l'air chauffé comme force motrice (El uso de aire caliente como fuerza motriz), París, [s.n.], 1854

## Honores
Fundó la "Sociedad nacional de las Ciencias naturales y Matemática de Cherburgo, y fue asociada a la Academia de Rouen el 23 de marzo de 1855

### Epónimos
- Legó su propiedad, situado en un magnífico parque botánico, a la ciudad de Cherbourg. Y fue honrado nombrándolo "Jardines de Emmanuel Liais"
- Una calle de Cherburgo lleva su nombre
- Un astroblema de Marte lo honra

- La abreviatura «Liais» se emplea para indicar a Emmanuel Liais como autoridad en la descripción y clasificación científica de los vegetales.[1]